# 生蘭高等専修学校
生蘭高等専修学校（せいらんこうとうせんしゅうがっこう）は、神奈川県綾瀬市にある、学校法人生蘭学園の私立高等専修学校である。男女共学。修業年限3年。
一般に「生蘭」と略して呼ぶことが多い。また、男女比は8 : 2で男子が多い。

## 設置課程
- 学年：第1学年〜第3学年
- 課程：商業実務高等課程
- 学科：総合ビジネス
- コース：一般クラス・WISHクラス(旧適応クラス)・アシストクラス（旧学習開発クラス）
- 定員：140名
- 時間帯：昼
- 共学・別学：共学

## 主な行事
- 体験入学
- 入学試験
- 面接試験
- 入学式（本校体育館で実施）
- オリエンテーション
- 学校行事
- 修学旅行
北海道方面へ行く。
※2021年度は山梨・伊豆方面
- 体育大会
2024年度までは綾瀬スポーツセンターで行なわれていた。2025年度は海老名運動公園内の総合体育館で行われた。2021年度からは6月に実施。

　2023年度は、クラスTシャツも着て盛り上げる。
- 検定
簿記検定、英語検定、漢字検定、情報処理技能検定（表計算・データベース）、日本語ワープロ検定、文書デザイン検定、電卓検定、パソコンスピード検定、ホームページ作成検定、プレゼンテーション検定、コンピュータ会計検定が行われている。
- 検定補習
- 中間試験
- 期末試験
- 補習授業
- 卒業試験中間および期末試験での点数が悪かった生徒が対象で、試験後に登校する事になる。
- 校外行事
東京ディズニーランド・八景島シーパラダイス・よみうりランド・国会議事堂・最高裁判所、高尾山、横浜散策、鎌倉散策、上野散策などに行く。
- 三者面談（3学期制で学期に1度行う）
- 夏休み
夏休み期間中に就職希望者は就職活動をするため、約20日間進路活動をする。また、進学希望者は適宜登校を行う。
- 冬休み
3年の三者面談時に運転免許の申請をした者は、普通免許取得を行う。
- 春休み
- 父母の会
- 卒業式（本校体育館で実施）
- 生蘭フェスティバル（蘭フェス）
2020年度に開始したイベント。

## 部活動

### 運動部
- バドミントン
- 陸上競技
- ソフトテニス
- 軟式野球
- サッカー
- 卓球
- バレーボール
- バスケットボール

### 文化部
- 簿記（簿記電卓競技会　関東大会優勝）
- 将棋部
- PC部
- ゲーム部
- 美術部
- 合唱
- 鉄道研究部

## 主な施設
校舎は平成30年4月より新校舎に移転した。グラウンドと体育館が併設されている。
売店、食堂はない。
- 校長室
- 職員室
- 保健室
- 相談室（第1・第2）
- 進路相談室
- 図書室
- 体育館
- 多目的教室
- ラウンジ
- 放送室
- 生徒会室
- 情報処理室（第1〜第6）
- グラウンド
- 自動販売機
以前までラウンジにあったが、現在は外にある[要出典]。
2023年度にパンの自動販売機が設置された。

## 交通
- 小田急線・相鉄線・JR相模線海老名駅 徒歩18分[要出典]。
- 相鉄バス「東国分」バス停 徒歩4分

## その他
- 2018年4月に、新校舎に移転した[1]。